# Стефан Дембський
Стефан Дембський (пол. Stefan Dąmbski; 3 грудня 1925 — 13 січня 1993, Маямі) — солдат диверсійної групи Армії Крайової та виконавець смертних вироків. Автор спогадів, які викликали у Польщі скандал, бо підважили романтичний образ партизана-підпільника. Нагороджений Хрестом Хоробрих.

## Життєпис
Народився в селі Носівці Ряшівського повіту Підкарпатського воєводства у сім'ї землевласників, закінчив школу у Львові. Під час Другої світової війни, в 1942 році, він приєднався до відділу Армії Крайової. Після декількох місяців служби за власним проханням був призначений для виконання завдань із ліквідації німців і сексотів. Першою людиною, яку він стратив був його шкільний друг. Брав участь в акціях проти українського населення. З початку 1944 року брав участь в Акції «Буря».
Після заняття Польщі Червоною армією влітку 1944 року, Дембський продовжив участь у збройному спротиві. У липні 1945 року під загрозою арешту він був переведений до західної окупаційної зони Німеччини, де спочатку служив у патрульній роті в Нюрнберзі. Через втечу Стефана схопили його брата Станіслава, який помер від туберкульозу незабаром після виходу на свободу в 1948 році.
У 1950 Стефан Дембський емігрував до США, де оселився в Чикаго. У 1976 році він оселився в Маямі, живучи там до самогубства в 1993. 1975 року відвідав Польщу, де в Сілезії зустрівся з двоюрідним братом Олександром. В останні місяці життя він був невиліковно хворий на рак.
В 1970-ті роки почав написання своїх військових спогадів, які були опрацьовані й видані в 2010 році Центром КАРТА (Ośrodek KARTA). Публікація спогадів викликала скандал у Польщі.

## Твори
- Stefan Dąmbski. Egzekutor. — Warszawa: Ośrodek KARTA, 2010. ISBN 978-83-61283-35-5.
  - Сповідь ката з підпілля (переклад уривків із книжки)